# العلاقات الكينية الليسوتوية
العلاقات الكينية الليسوتوية هي العلاقات الثنائية التي تجمع بين كينيا وليسوتو.

## مقارنة بين البلدين
هذه مقارنة عامة ومرجعية للدولتين:
| وجه المقارنة                                              | كينيا                         | ليسوتو                      |
| --------------------------------------------------------- | ----------------------------- | --------------------------- |
| المساحة (كم2)                                             | 581.31 ألف                    | 32.96 ألف                   |
| عدد السكان (نسمة)                                         | 48.47 مليون                   | 2.23 مليون                  |
| الكثافة السكانية (ن./كم²)                                 | 83.38                         | 67.66                       |
| العاصمة                                                   | نيروبي                        | ماسيرو                      |
| اللغة الرسمية                                             | اللغة السواحلية، لغة إنجليزية | لغة إنجليزية، اللغة السوتية |
| العملة                                                    | شيلينغ كيني                   | لوتي ليسوتو                 |
| الناتج المحلي الإجمالي (بليون دولار)                      | 74.94 مليار                   | 2.64 مليار                  |
| الناتج المحلي الإجمالي (تعادل القوة الشرائية) بليون دولار | 142.24 مليار                  | 6.30 مليار                  |
| الناتج المحلي الإجمالي الاسمي للفرد دولار أمريكي          | 1.38 ألف                      | 1.07 ألف                    |
| الناتج المحلي الإجمالي للفرد دولار أمريكي                 | 2.95 ألف                      | 2.64 ألف                    |
| مؤشر التنمية البشرية                                      | 0.548                         | 0.497                       |
| رمز المكالمات الدولي                                      | +254                          | +266                        |
| رمز الإنترنت                                              | .ke                           | .ls                         |
| المنطقة الزمنية                                           | ت ع م+03:00                   | ت ع م+02:00                 |

## منظمات دولية مشتركة
يشترك البلدان في عضوية مجموعة من المنظمات الدولية، منها:
| علم المنظمة | اسم المنظمة                                                | تاريخ انضمام كينيا | تاريخ انضمام ليسوتو |
| ----------- | ---------------------------------------------------------- | ------------------ | ------------------- |
|             | البنك الإفريقي للتنمية                                     | ?                  | ?                   |
|             | العملية المشتركة للاتحاد الأفريقي والأمم المتحدة في دارفور | ?                  | ?                   |
|             | المركز الدولي لتسوية المنازعات الاستشارية                  | 2 فبراير 1967      | 7 أغسطس 1969        |
|             | مؤسسة التنمية الدولية                                      | 3 فبراير 1964      | 19 سبتمبر 1968      |
|             | مؤسسة التمويل الدولية                                      | 3 فبراير 1964      | 29 سبتمبر 1972      |
|             | الاتحاد البريدي العالمي                                    | ?                  | ?                   |
|             | البنك الدولي للإنشاء والتعمير                              | 3 فبراير 1964      | 25 يوليو 1968       |
|             | منظمة التجارة العالمية                                     | 1995               | ?                   |
|             | منظمة حظر الأسلحة الكيميائية                               | ?                  | ?                   |
|             | الأمم المتحدة                                              | 16 ديسمبر 1963     | 17 أكتوبر 1966      |
|             | مجموعة دول أفريقيا والكاريبي والمحيط الهادئ                | ?                  | ?                   |
|             | الاتحاد الأفريقي                                           | 13 ديسمبر 1963     | ?                   |
|             | وكالة ضمان الاستثمار متعدد الأطراف                         | 28 نوفمبر 1988     | 12 أبريل 1988       |
|             | منظمة الشرطة الجنائية الدولية                              | ?                  | ?                   |
|             | يونسكو                                                     | 7 أبريل 1964       | 29 سبتمبر 1967      |
|             | دول الكومنولث                                              | 12 ديسمبر 1963     | 1966                |
|             | الاتحاد الدولي للاتصالات                                   | 11 أبريل 1964      | 26 مايو 1967        |

## وصلات خارجية
- موقع وزارة الخارجية الكينية
- موقع وزارة الخارجية الليسوتوية